# Épiménide

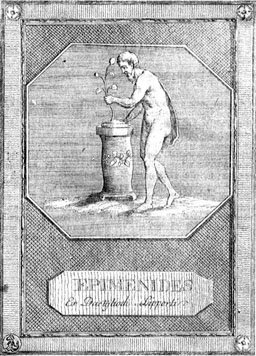
Épiménide de Knossos.

Épiménide (en grec ancien Ἐπιμενίδης / Epimenídês) ou Épiménide de Knossos est un poète, philosophe et iatromante (chamane) crétois, actif vers 556 av. J.-C. selon Platon ou sous Solon, vers 595 av. J.-C., selon Aristote. 

## Prodiges chamaniques
La plupart des histoires concernant Épiménide sont consignées par Diogène Laërce. Épiménide est originaire de Cnossos ou plus probablement de Phaestos, en Crète centrale.
Plutarque le dépeint ainsi :

« Mandé par eux [en 595 av. J.-C.] vint de Crète Épiménide de Phaestos, considéré comme le septième des Sages par certains de ceux qui ne reconnaissaient pas Périandre. De plus, sa réputation était celle d'un homme cher aux dieux et savant dans les choses divines, dans la connaissance inspirée et initiatique. »

Selon la tradition[précision nécessaire], il naît dans une famille de bergers, habitant à l'ombre du palais du roi légendaire Minos. Alors qu'il cherche un mouton égaré, il trouve une caverne dans laquelle il tombe endormi pendant 57 ans. C'est, en fait, la grotte d'un dieu à Mystères, qui lui donne pendant son sommeil la connaissance de la nature et de l'organisme humain, et lui accorde le don de divination. L'épisode inspire à Goethe le poème Le Réveil d'Épiménide (Des Epimenides Erwachen, 1815).
Revenu dans le monde des hommes, il se fait connaître par sa sagesse et ses connaissances occultes. Adepte du jeûne, il se nourrit uniquement d'une substance végétale, qu'il conserve dans un sabot de bœuf. Il peut séparer son âme de son corps, et voyager ainsi par l'esprit.
À cause de sa sagesse, il est invité par Solon vers 595 (46e olympiade) à Athènes, afin de purifier la ville du sacrilège commis par les Alcméonides (profanation du droit d'asile). Athénée rapporte qu'il purifie l'Attique par un sacrifice humain et la consécration d'un temple aux Érinyes. En récompense de ses services, il n'accepte qu'un rameau de l'olivier sacré, dédié à Athéna,.
Devin, Épiménide prédit, dix ans à l'avance, la guerre contre les Perses (Cyrus le Grand soumit l'Ionie en -546).
De retour en Crète, il meurt à l'âge de 157 ans (ou 299, selon les sources). Par la suite, Sparte prétendra également abriter le tombeau du sage.
On trouve son corps couvert de tatouages — pratique inconnue en Grèce antique sauf pour le marquage des esclaves — ce qui le rattache à la tradition thrace du chamanisme. L'expression Ἐπιμενίδειον δέρμα / Epimenídeion dérma, « la peau d'Épiménide » est ensuite utilisée pour désigner une chose cachée.
On qualifie d'« hyperboréens » ou d' « apolliniens » un groupe de penseurs ou de mages ou de chamans antérieurs à Socrate et même au premier des présocratiques (Thalès) : Aristée de Proconnèse (vers 650 av. J.-C. ?), Épiménide de Crète (vers 595 av. J.-C.), Phérécyde de Syros (vers 550 av. J.-C.), Abaris le Scythe (vers 560 av. J.-C. ?), Hermotime de Clazomènes (vers 500 av. J.-C.). Les Grecs en faisaient une école, qui anticipait le pythagorisme : pour Apollonios Dyscole, « À Épiménide, Aristée, Hermotime, Abaris et Phérécyde a succédé Pythagore (...) qui ne voulut jamais renoncer à l'art de faiseur de miracles ». Ce sont à la fois des chamanes et des penseurs ou même des philosophes. Le premier à noter l'aspect chamanique fut Meuli. Épiménide est un personnage très apollinien et chamane. Il est originaire de Cnossos, où Apollon avait un sanctuaire, et il pratique la divination, une des fonctions d'Apollon : Platon nous renseigne : outre qu'il prononce lui-même, en proie au délire, des paroles oraculaires, Épiménide est aussi un interprète. (...) C'est, en effet, chez Épiménide que l'on peut saisir pour la première fois les deux aspects de la sagesse individuelle archaïque de source apollinienne : l'extase divinatoire et l'interprétation directe de la parole oraculaire du dieu. Le premier aspect est déjà repérable chez Abaris et Aristée. (...) Épiménide laisse paraître une anomalie : nous savons de bonne source que son excellence divinatoire s'exerçait, non pas sur le futur, mais sur le passé. D'autres renseignements sur Épiménide en donnent une représentation chamanique qui est à mettre en relation avec Apollon Hyperboréen. Dans ce cadre prennent place sa vie ascétique, sa diète végétarienne, voir son fabuleux détachement vis-à-vis de la nécessité de se nourrir. Il ne racontait pas des histoires sur les dieux, mais vivait avec les dieux. Son sommeil, qui a duré 57 années n'a pas d'autre signification" (G. Colli).
Sur cette « anomalie » (qu'on appelle « rétrocognition » en parapsychologie) : Aristote : 

« Épiménide le Crétois ne devinait point les choses futures, mais celles du passé qui étaient inconnues. »

Sur son sommeil de 57 ans : Diogène Laërce : 

« Épiménide, un jour que son père l'avait envoyé aux champs pour rechercher une brebis, s'endormit dans une grotte, et y resta en sommeil durant cinquante-sept années. Et, s'étant réveillé après ce temps, il se remit à la recherche de la brebis, croyant avoir dormi juste un peu. Une fois qu'il fut rentré dans sa maison, il y trouva des gens qui lui demandèrent qui il était, jusqu'à ce qu'il eut retrouvé son frère cadet, devenu entre-temps un vieillard, dont il apprit toute la vérité. Une fois reconnu, se répandit chez les Grecs l'opinion qu'il était très cher aux dieux. »

Évidemment, des éléments fantastiques et littéraires se mêlent à des idées chamaniques, celles du sommeil, du rêve, de l'initiation dans une grotte.

## Œuvre
À lire la Souda, « Épiménide a écrit de nombreuses œuvres en vers, et en prose quelques doctrines mystiques, des purifications et d'autres œuvres énigmatiques ». Selon la tradition, il est l'auteur d'une Théogonie (Γένεσις καί Θεογονία / Genesis kai theogonia), des Argonautiques et de plusieurs traités religieux en vers, comme les Rites de purification (Καθαρμοί / Katharmoí). Il est cependant probable que ces traités aient été forgés par la suite par des adeptes de l'orphisme.
Quelques fragments attribués à Épiménide ont été retrouvés.
Selon Hermann Diels, les fragments d'Épiménide « proviendraient d'un recueil poétique d'oracles composé dans un contexte d'inspiration orphique, entre la fin du VIe siècle et le début du Ve siècle av. J.-C., et attribué dès cette époque à Épiménide, un devin qui avait vécu en réalité environ un siècle plus tôt. Cette opinion dérive de la tentative d'accorder entre eux les renseignements biographiques, contradictoires et même extravagants, concernant Épiménide. Ces fragments poétiques sont anciens, en raison justement de leur affinité avec la poésie orphique primitive. L'entreprise d'unification et d'ordonnance canonique de la tradition orphique par Onomacrite (date) de la fin du VIe s. av. J.-C. » (Colli). Colli : « Je ne suis pas Diels, en revanche, lorsqu'il crée un double Épiménide, en supposant à la fin du VIe siècle av. J.-C. l'apparition de la composition orphique d'un faux Épiménide, à l'époque de la chute des Pisistratides [510 av. J.-C., avec Hippias], un siècle après la présence à Athènes [595 av. J.-C.] du véritable Épiménide ».
L'un de ces fragments est également présent dans le Discours sur l'Aréopage et la Bible fait elle aussi référence à ce poème : Cretica dont voici la deuxième strophe :
« Ceux qui t'ont construit un tombeau, être saint et noble, sont les Crétois menteurs, méchants et bêtes, ventres paresseux. Car loin d'être mort, à jamais tu vis et tu subsistes. Car c'est en toi que nous avons la vie, le mouvement et l'être ».

## Logique: le paradoxe du menteur
Un des fragments d'Épiménide figure dans l'épître à Tite, l'un des livres du Nouveau Testament. Paul de Tarse y écrit :

« Quelqu'un d'entre eux [les Crétois], leur propre prophète [Épiménide le Crétois], a dit : « Les Crétois sont toujours menteurs, de méchantes bêtes, des ventres paresseux ». »

— Paul de Tarse, I, 12, traduction J. N. Darby
Diogène Laërce et beaucoup d'historiens attribuent la réflexion sur le paradoxe à Euboulide de Milet, logicien vers 350 av. J.-C., à partir d'un vers d'Épiménide.
« Les Crétois [sont] toujours menteurs ». Krêtes aeì pseûstai, Le Crétois dit que les Crétois mentent toujours. Par quelle méthode juger de la valeur de cette dernière phrase ? D’un côté, Épiménide est crétois, donc il ment, mais s’il ment il dit effectivement la vérité. D’un autre côté, il dit une vérité, à savoir que les Crétois mentent toujours, de sorte qu’il ment. L’énoncé est vrai et faux, donc contradictoire, ce qui est intolérable en logique. Ment-il ou ne ment-il pas, vrai ou faux ? Indécidable, ce qui est insupportable pour l’esprit. Au désespoir de ne pas trouver de solution, le logicien Philatos de Cos se suicide vers ~ 330. Pour avancer un peu, les philosophes, ensemble, avec méthode, mettent une étiquette, titre et qualification : ce sera l’antinomie du Menteur. Antinomie parce que la phrase aboutit à deux thèses contradictoires qui aboutissent l’une comme l’autre à une contradiction. Puis chaque philosophe, avec sa méthode, cherche la clef de l’énigme. Il faudra patienter 2500 ans.
Bertrand Russell, qui regarde moins le contenu ou la forme que l’utilisation logique faite de la langue, crée en 1910 la théorie ramifiée des types logiques, c’est-à-dire de la hiérarchie des ordres de propositions. Épiménide, remarque-t-il, se mentionne lui-même. « Auto-référence ». Il masque une incorrection logique sous la correction grammaticale, il confond une totalité avec un membre de celle-ci, puisqu’il mêle deux niveaux logico-linguistiques, le discours (« Les Crétois mentent toujours ») et le discours sur le discours (« Cette proposition est fausse »). Voilà l’erreur décelée. Celle-ci provient de ce que les grecs utilisaient le même mot, "pseudos", pour désigner "faux" et "mensonge". Dès lors que l'on distingue ces deux concepts, on comprend mieux que le fait de mentir n'implique pas nécessairement de prononcer une chose fausse. Voici la correction proposée. Épiménide aurait dû dire : « Je soutiens une proposition de premier ordre qui est fausse ». Russell tranche par la règle interdisant le cercle vicieux : « Aucune proposition ne peut exprimer quelque chose au sujet d’elle-même, parce que le signe propositionnel [la phrase] ne peut être contenu en lui-même » (Principia Mathematica, 1910-1927, chap. 2, § 8 ; La philosophie de l’atomisme logique, 1918-1919, chap. 7).
Autre approche : le sophisme ici provient de ce qu'on ignore que le contradictoire universel de « (Tous) les Crétois mentent toujours » n'est pas : « (Tous) les Crétois disent toujours la vérité » (qui, en ce cas, n'en est que le contraire universel), mais : « (Quelques) des Crétois disent quelquefois la vérité ». (François Le Lionnais, Les grands courants de la pensée mathématique, Hermann, 1948, p. 357).

## Morale
- Les passions : il ne faut pas les anéantir, mais les surveiller sans y apporter trop de contention. Il classe les passions selon deux catégories : agréables et pénibles. Pour lui, l'homme ne doit pas rechercher l'ataraxie, l'absence de passion, sinon ce serait un mortel repos. Il enseigne toutefois à prévenir l'excès. Ainsi il ne condamne pas la colère : c'est un mouvement naturel, que la Nature nous a donné dans sa sagesse; mais nous empêchons que la colère ne nous fasse faire des actions mauvaises et irréparables. La colère est bonne, puisqu'elle est un puissant ressort de la Nature, pour repousser sa propre destruction. De même la jalousie est bonne, la haine, etc. Ces passions sont bonnes dans une certaine mesure, il ne faut pas qu'elles blessent autrui ou soi-même. L'effet de la morale, relativement aux passions est d'aider les hommes à être hommes.

### Fragments
- Die Fragmente der griechischen Historiker, éd. F. Jacoby, Berlin puis Leyde, depuis 1923, 16 vol.
- Giorgio Colli, La sagesse grecque, t. II : Épiménide. Phérécyde. Thalès. Anaximandre. Anaximène. Onomacrite. (1978), trad., Éditions de l'Éclat, 1991, p. 44-75. Texte grec et trad.

### Sources
- Diogène Laërce, Vies, doctrines et sentences des philosophes illustres [détail des éditions] (lire en ligne) (I, 109-112, 114-115)
- Platon, Les Lois [détail des éditions] [lire en ligne] (642 d-643 a ; 677 d-e).
- Aristote, Constitution d'Athènes [détail des éditions] (lire en ligne), 1.
- Aristote, Rhétorique, 1418 a 21-25.
- Plutarque, Vies parallèles [détail des éditions] [lire en ligne] (Solon, 12).
- Plutarque :
  - Sur la disparition des oracles, 1 ;
  - Le Banquet des sept sages, 157 d-e.
- (en + grc) Souda (lire en ligne).
- Pausanias, Description de la Grèce [détail des éditions] [lire en ligne], I, 14 ; II, 21, 3 ; III, 11 ; III, 12, 11 ; VIII, 18, 2.
- Maxime de Tyr, 10, 1 ; 38, 3.
- Pline l'Ancien, Histoire naturelle [détail des éditions] [lire en ligne], VII, 52, 175.

### Études
(par ordre alphabétique)
- Giorgio Colli, La sagesse grecque, t. II : Épiménide. Phérécyde. Thalès. Anaximandre. Anaximène. Onomacrite. (1978), trad., Éditions de l'Éclat, p. 15-19 (introduction), 44-75 (fragments : texte grec et trad.), 263-271 (commentaire).
- Hubert Demoulin, Épiménide de Crète, Liège, 1901, 139 p. ; rééd. Les Belles Lettres/Encre Marine, présentation & mise à jour bibliographique de Constantinos Macris, éd. revue & amendée par Constantinos Macris & Alexandre Marcinkowski, 222 p., 2024  (ISBN 978-2350882154)
- H. Diels, "Über Epimenides von Kreta", Sitzungsberichte der Deutschen Akademie der Wissenschaften zu Berlin (B.S.B.), 1891, p. 387 sq.
- Alexandre Koyré, Épiménide le menteur, 1947. Sur le paradoxe logique de l'auto-référence. Texte disponible sur le site http://www.ecriture-art.com/cretois.html
- Erwin Rohde, Psyché. Le culte de l'âme chez les Grecs et leur croyance à l'immortalité (1890-1894), trad. (1928), Bibliothèque des introuvables, 1999.
- M. L. West, The Orphic Poems, Oxford, Clarendon Press, 1983, p. 45-53.
- Andrey Zaykov, Epimenides in Sparta (Cretan ecstatic Mantica and becoming "Spartan Space") (In Russian + English summary). Journal of Ancient History. Moscow, 2002. № 4. p. 110-130.
- Turenko V. Épiménide vs Empédocle: comment les premiers philosophes grecs ont combattu les pandémies. (In Ukrainian + English summary), Pensée philosophique, 2020, (4), 39-49.